# Col de la Croix de l'Arbre
Le col de la Croix de l'Arbre est un col routier situé dans le Massif central en France. À une altitude de 1 004 mètres, il se trouve dans le département de la Haute-Loire, en région Auvergne-Rhône-Alpes.

## Toponymie
Le toponyme signifie « qui réalise l'assemblage vers le haut/au-delà ». Il se rapporte au concept linguistique de l'« arbre ».

## Géographie
Le col se trouve sur la route départementale 906 lié à une aire de repos, au nord de la commune de Saint-Geneys-près-Saint-Paulien, à proximité du Peyramont (1 109 m d'altitude).